# あいつはアインシュタイン
『あいつはアインシュタイン』は、原作：宮崎まさる、作画：石垣ゆうきによる日本の漫画作品。『週刊少年マガジン』（講談社発行）にて1988年40号にて読切で掲載された後、1989年5号から23号にかけて短期連載された。単行本は全3巻。
題名の通り、アインシュタイン並みの天才科学者・高瀬極を主人公とした作品である。
高瀬が行う研究・開発等は実際の科学に基づいているが、あくまでフィクションのため、実際の結果とは少し異なる。
原作の宮崎まさると作画の石垣ゆうきは本作以前に、『100万$キッド』（『週刊少年マガジン』1986年41号-1988年19号）でもタッグを組んでいる。

## 登場人物
高瀬 極（たかせ きわみ）
本作の主人公。アメリカのマサチューセッツ工科大学に留学し、首席で卒業。卒業後は、7つの博士号を獲得する天才科学者。外見からはとても思えない、超エリートコースを歩んできた。
NASAと国防省から極秘依頼の予算をラスベガスで使い果たしてしまい、追い出されたため、日本に帰国してきた。
競馬などのギャンブル好きで、研究の開発費を使い果たしてしまうこともあった（前述のように、それが仇となりアメリカから追い出された）。また、エロ本を所持したり、クモを捕まえるためにスカートの中まで潜り込んだりするなど、科学者とは思えない言動をとることも多い。
科学者としての実績は高く、「高瀬理論」という理論が存在するほどの実績を残している。さらに、不可能と思われる研究・開発を実現したりするなど、並外れた頭脳の持ち主である。しかし、不可解な言動も多く、一部では「最後のマッド・サイエンティスト」と呼ぶ声もある。
日本に帰国後は、青葉学園大学部の助教授となり、学園長の家に居候しながら研究を行っている。
早乙女 さつき（さおとめ さつき）
青葉学園高等部1年生。学園長の娘で、おてんばな女子高生。
高瀬に対しては、反発や喧嘩、高瀬の言動から呆れることも多いが、実際は高瀬の研究・開発に対して尊敬ともいえるほどの興味を懐いている。また、高瀬が失踪した際には、本気で心配する場面も見られる。
家庭教師のバイトをやっており、勉強は出来るほうかと思われる。
早乙女 健造（さおとめ けんぞう）
青葉学園園長。さつきの父親で、娘のさつきのことを大切に思っている。
高瀬に対しては高い評価をしており、信頼している。

## 書誌情報
- 宮崎まさる（原作） / 石垣ゆうき（漫画） 『あいつはアインシュタイン』 講談社〈講談社コミックス〉、全3巻
  1. 1989年5月15日発売[1]、ISBN 978-4-06-311452-2
  2. 1989年6月13日発売[2]、ISBN 978-4-06-311461-4
  3. 1989年8月9日発売[3]、ISBN 978-4-06-311480-5